# Gäckhätting
Gäckhätting (Conocybe tenera) är en svampart som först beskrevs av Jakob Christan Schaeffer, och fick sitt nu gällande namn av Victor Fayod 1889. Gäckhätting ingår i släktet Conocybe och familjen Bolbitiaceae.  Arten är reproducerande i Sverige. Inga underarter finns listade i Catalogue of Life.

## Källor

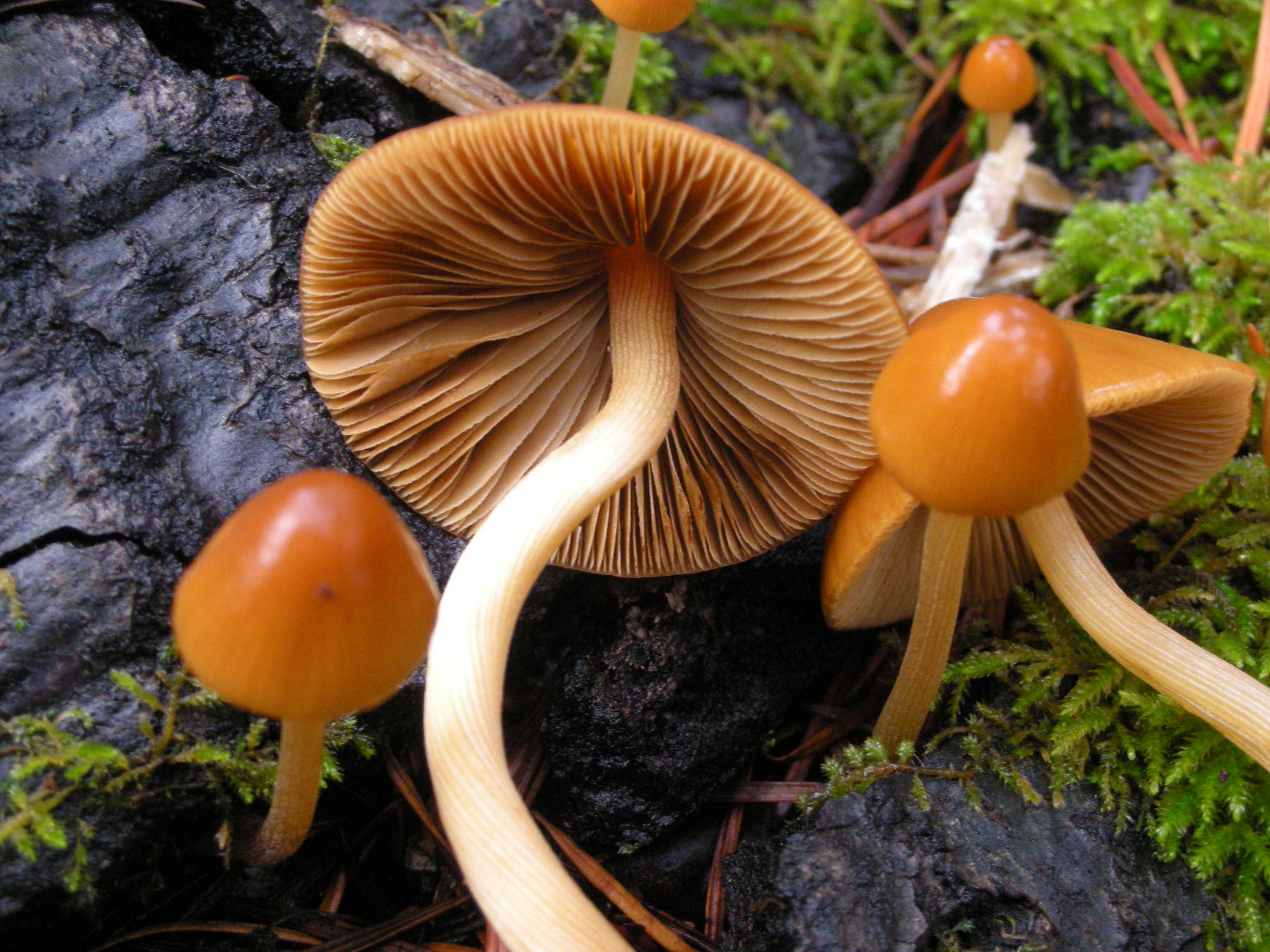
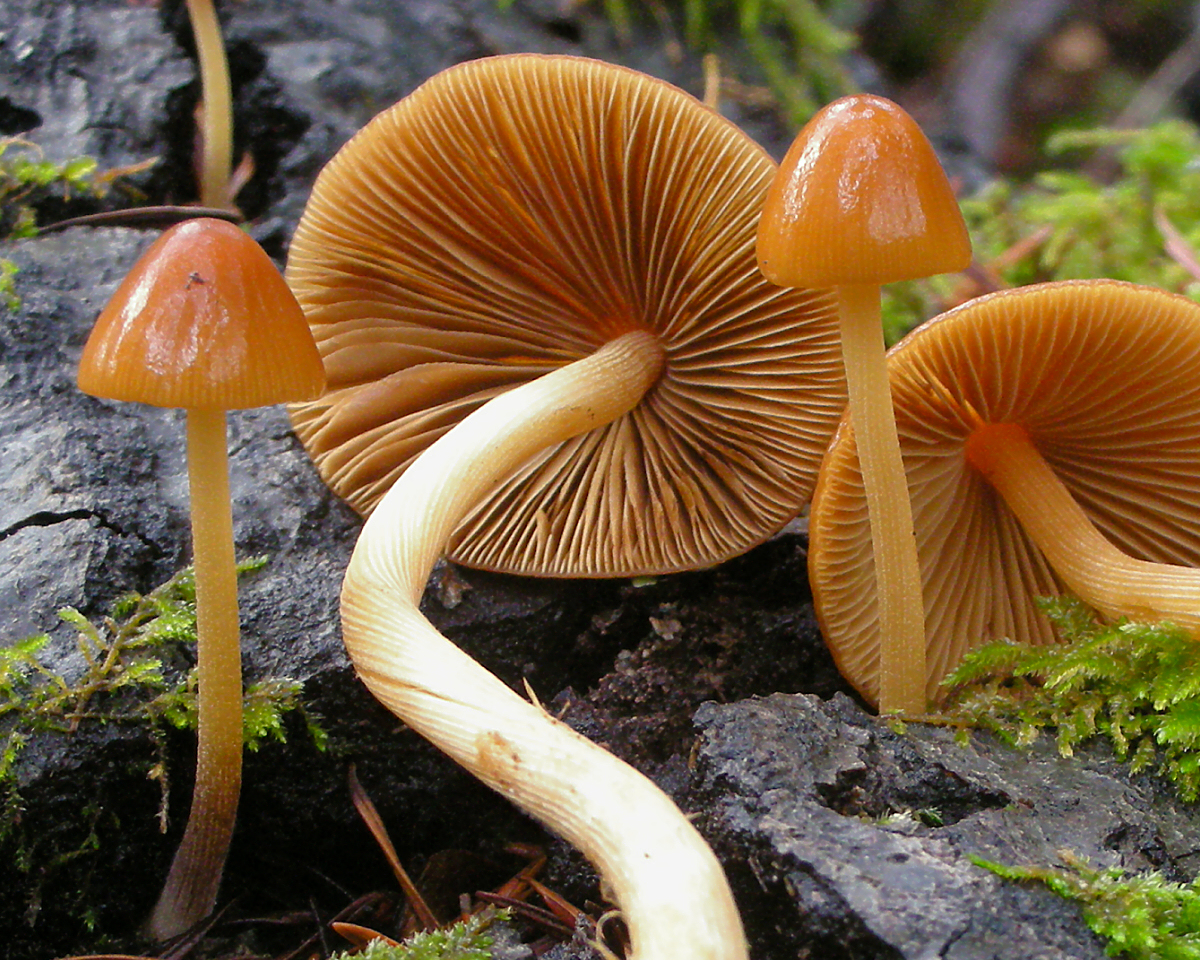
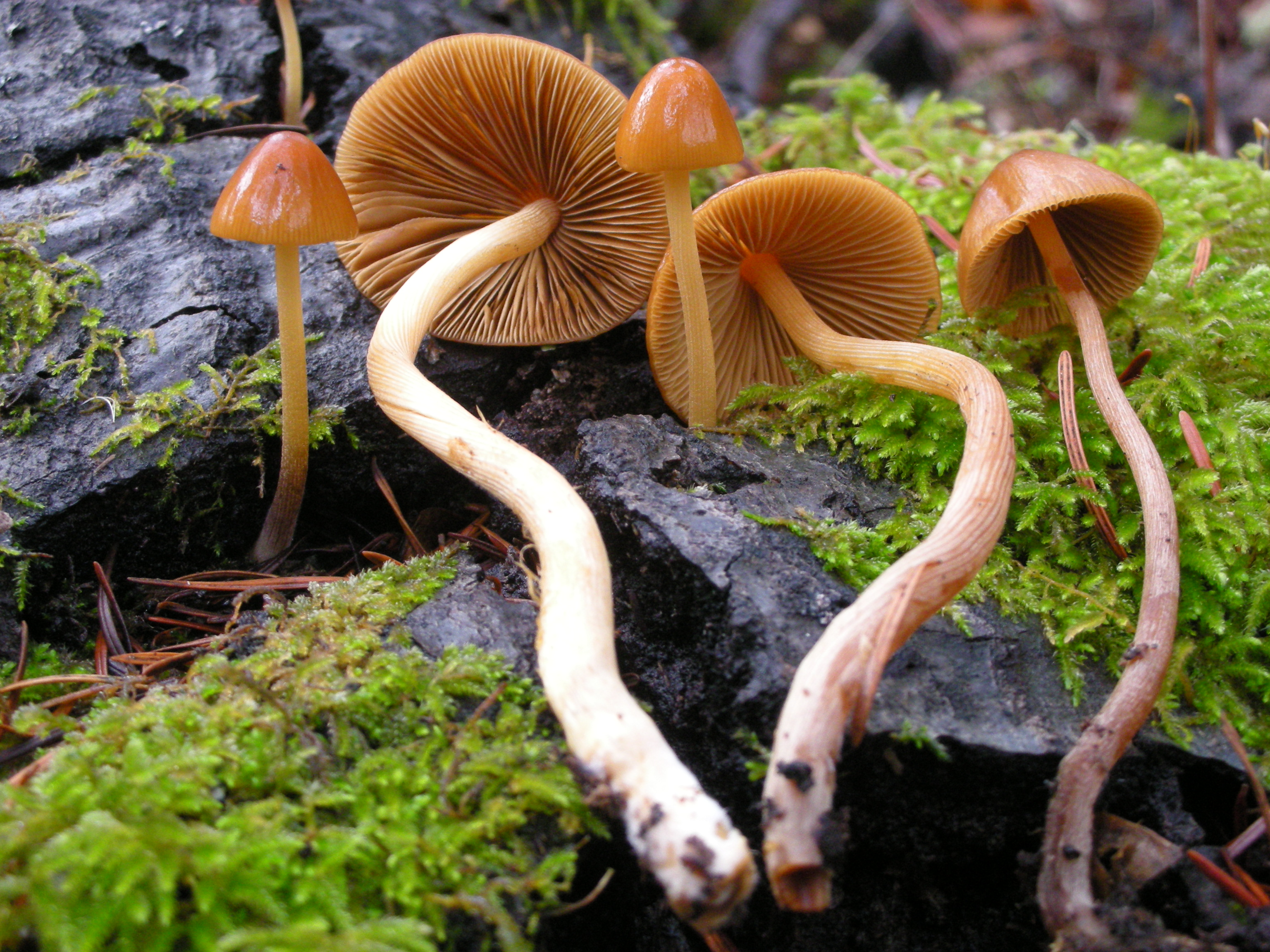
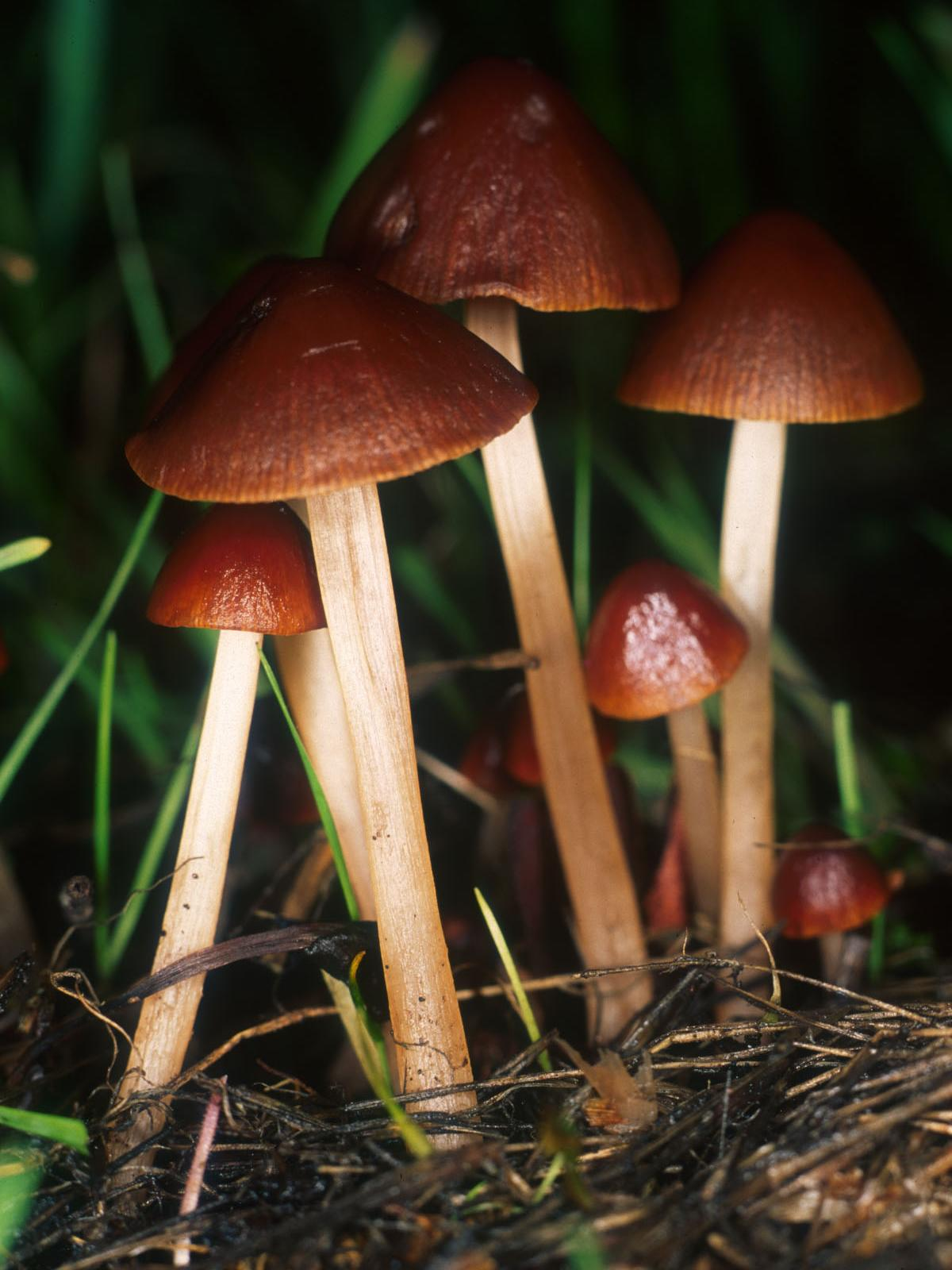